# César Cui

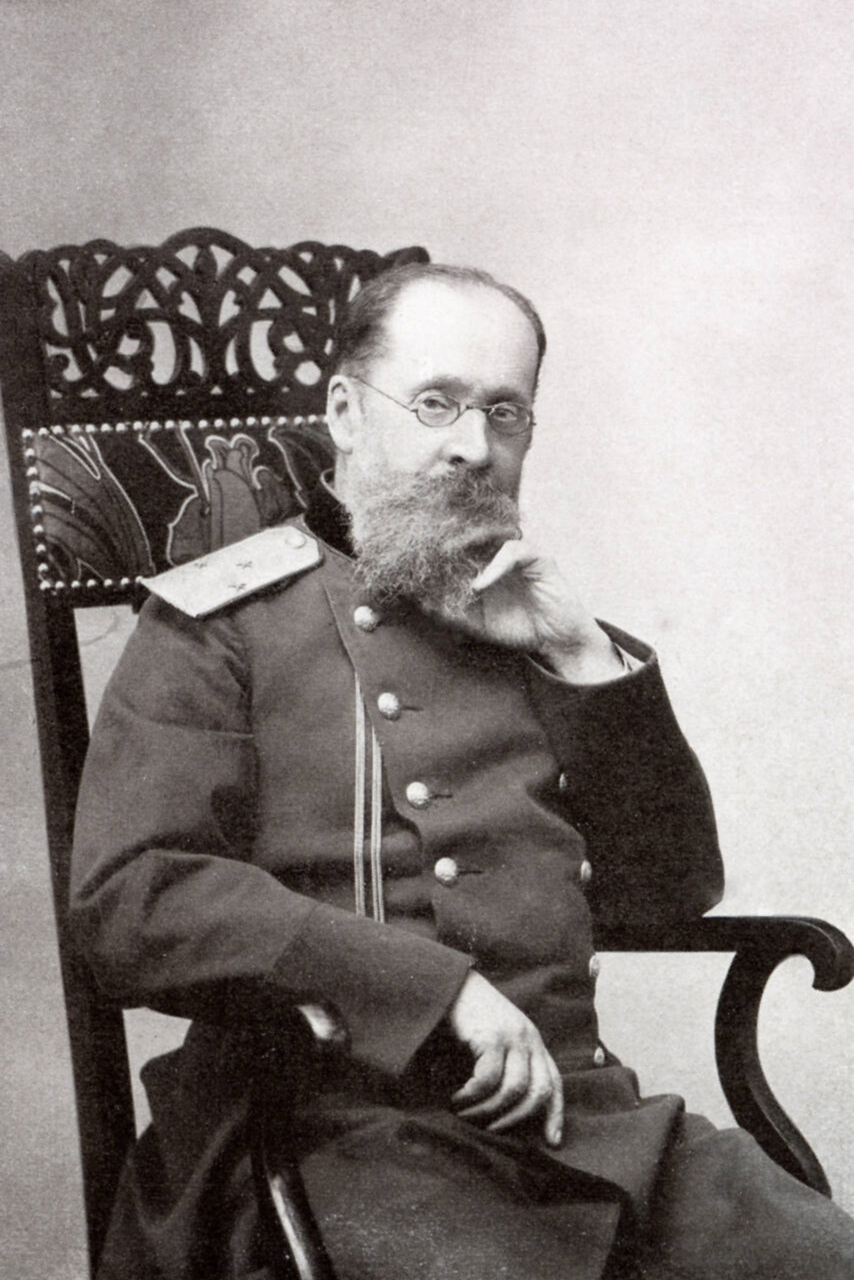
Cesar Cui

César Cui (russisch Цезарь Антонович Кюи/ Zesar Antonowitsch Kjui; * 6. Januarjul. / 18. Januar 1835greg. in Vilnius; † 13. März 1918 in Petrograd) war ein russischer Komponist, Musikkritiker und Offizier (Militäringenieur) der russischen Armee mit französischen Vorfahren väterlicherseits.

## Biografie
Cui war der Sohn des französischen Offiziers Antoine Cui (russifiziert Anton Leonardowitsch Cui), der nach dem Rückzug Napoleons aus Moskau in Russland geblieben war, und der polnisch-litauischen Adeligen Julia Gucewicz aus der Familie des Architekten Laurynas Gucevičius (polnisch Wawrzyniec Gucewicz, nach einigen Quellen dessen Tochter). Da er schon früh Interesse an der Musik zeigte, erhielt er ab dem Alter von zehn Jahren Musikunterricht, unter anderem 1850/1851 bei Stanisław Moniuszko, der sich damals in Vilnius aufhielt. 1851 trat er in die Sankt Petersburger Ingenieurschule ein; vier Jahre später wechselte er an die dortige Militärische ingenieurtechnische Universität, wo er bis 1857 Befestigungswesen studierte. Anschließend wurde er an der Ingenieursakademie Dozent für dieses Fach und 1878 Professor. In späteren Jahren wurde er zum Generalleutnant ernannt. Neben seiner Militärkarriere beschäftigte sich Cui jedoch weiterhin mit Musik: 1856 traf er mit Mili Balakirew und 1857 mit Alexander Sergejewitsch Dargomyschski zusammen, die ihn in den folgenden Jahren musikalisch anleiteten, und setzten mit diesem den Grundstein für die so genannte Gruppe der Fünf, die auch als „das mächtige Häuflein“ bezeichnet wird. Besonders tat er sich als Musikkritiker hervor, der zunächst vehement die Ästhetik des Mächtigen Häufleins propagierte. Später distanzierte er sich von dieser Gruppe und schrieb teilweise sogar heftige Verrisse ihrer Werke (etwa von Modest Mussorgskis „Boris Godunow“), womit er seinen alten Gefährten nicht unwesentlichen Schaden zufügte. Auch die erste Symphonie von Rachmaninow verglich er in einer Kritik aus dem Jahre 1897 mit einer Programmsymphonie über die sieben ägyptischen Plagen.
Ab 1880 wandte sich Cui verstärkt französischen Opernstoffen zu und prägte mit seinen Schriften das französische Bild vom russischen Musikleben. In seinen letzten Lebensjahren war Cui blind, genoss aber als letzter Überlebender der „Gruppe der Fünf“ Anerkennung als eine Art lebende Legende. Sein Grabmal befindet sich auf dem Tichwiner Friedhof in St. Petersburg.
1896 wurde er als assoziiertes Mitglied in die Académie royale des Sciences, des Lettres et des Beaux-Arts de Belgique aufgenommen.

## Stil
Das große Paradoxon der Musik César Cuis ist, dass er in seinen Schriften zwar aggressiv die ästhetische Position des Mächtigen Häufleins vertrat, die Schaffung eines russischen Nationalstils nämlich, selbst aber in seinen Werken selten diesen von ihm vertretenen Direktiven folgte. In einem französisch geschriebenen Brief an Felipe Pedrell lieferte er dazu selbst eine Erklärung:
Ein russisches Opernsujet würde mir überhaupt nicht passen. Obwohl Russe, bin ich halb von französischer, halb von litauischer Abstammung und habe den Sinn für russische Musik nicht in meinen Adern... Deshalb sind alle Sujets meiner Opern, mit Ausnahme meiner ersten Oper „Der Gefangene im Kaukasus“, ausländisch und werden es auch bleiben.
Nur gelegentlich verwendete er Volksmelodien oder empfand durch harmonische und melodische Besonderheiten die Charakteristika russischer Volksmusik nach; oftmals fehlt das nationale Element völlig. Daher wirkt die Musik des vom Mächtigen Häuflein als „Westler“ beschimpften Tschaikowski erheblich „russischer“ als Cuis Musik. Offensichtlich wird in Cuis Werken vielmehr seine Bewunderung für Robert Schumann. Obgleich Cui 15 Opern komponierte, bevorzugte er eher kleine, miniaturhafte Gattungen wie Lieder und Klavierstücke. Freilich tritt in diesen Werken häufig zutage, dass Cui stets Gefahr lief, in seichte, gefällige Salonmusik abzugleiten. So war schon zu seinen Lebzeiten klar, dass er kompositorisch das mit Abstand schwächste Mitglied des Mächtigen Häufleins war. Größere Bedeutung hatte er ohnehin als Musikkritiker, was auf seine nicht unerhebliche schriftstellerische Begabung zurückzuführen ist. Allerdings wurde diese Bedeutung durch die oben erwähnten Verrisse geschmälert, die von einer erzkonservativen musikalischen Haltung zeugten. Heute ist Cui kaum noch als Komponist bekannt.

## Werke

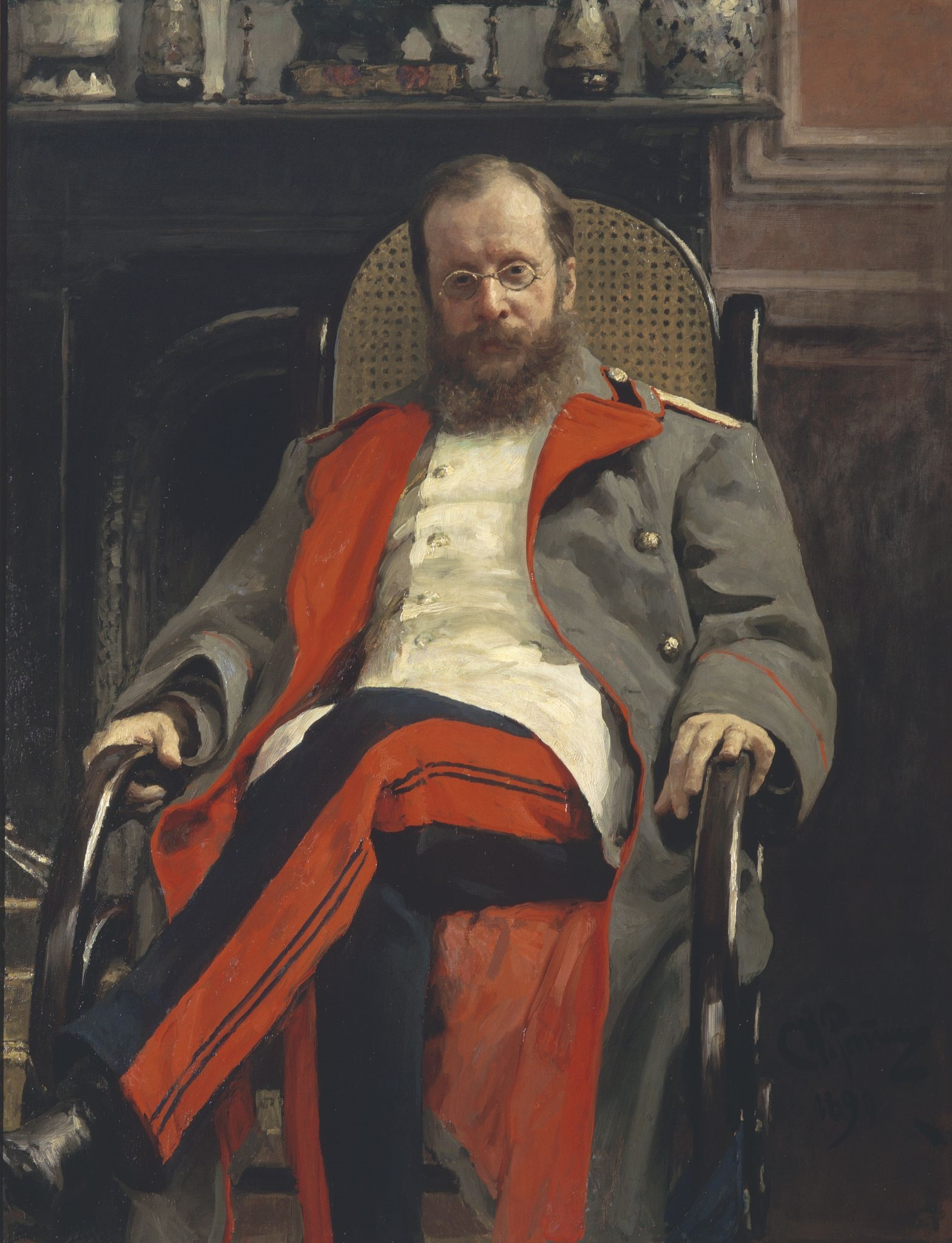
Cuis Porträt von Repin

### Orchesterwerke
- Orchestersuite Nr. 1 op. 20 Suite miniature (1882)
- Orchestersuite Nr. 2 E-Dur op. 38 (1887)
- Orchestersuite Nr. 3 g-Moll op. 43 In modo populari (1890)
- Orchestersuite Nr. 4 op. 40 A Argenteau (1887, Orchestrierung von 5 Klavierstücken)
- Suite concertante op. 25 für Violine und Orchester (1884)
- Drei Scherzi op. 82 (1910)

### Opern
- Der Gefangene im Kaukasus (1857/58, rev. 1881/82)
- Der Sohn des Mandarin (1859)
- William Ratcliff (1861–1868)
- Angelo (1871–1875)
- Le Flibustier (1888/89) nach einer Vorlage von Jean Richepin
- Mademoiselle Fifi, Oper in einem Akt nach Guy de Maupassant (1900)
- Das Gelage während der Pest (1900)
- Mateo Falcone (1906/07)
- Die Hauptmannstochter (1907–1909)
- Rotkäppchen, Märchenoper (1911)
- Der gestiefelte Kater, Kinderoper (1913)

### Andere Vokalmusik
- Kantate zum 300-jährigen Jubiläum der Romanow-Dynastie op. 89 (1913)
- Chöre a cappella
- geistliche Chorwerke
- ca. 350 Lieder, u. a. ca. 50 Kinderlieder
  - (darunter:) Vingt Poèmes de Jean Richepin Op. 44[3]

### Kammermusik
- Streichquartett Nr. 1 c-Moll op. 45 (1890)
- Streichquartett Nr. 2 D-Dur op. 68 (1907)
- Streichquartett Nr. 3 Es-Dur op. 91 (1913)
- Violinsonate D-Dur op. 84 (vor 1870)

### Klaviermusik
- Sonatine op. 106 (1916)
- A Argenteau, 9 Charakterstücke op. 40 (1887)
- 25 Préludes op. 64 (1903)
- Thema und Variationen op. 61 (1901)
- zahlreiche weitere kleinere Stücke (Mazurken, Walzer etc.)
- Stücke für Klavier zu 4 Händen